# Сембаван (авіабаза)
Повітряна база Сембаван (ICAO: WSAG) - військова авіабаза ВПС Республіки Сінгапур, розташована в районі Сембаван, у північній частині Сінгапуру. Базовий девіз - «Сміливість і воля» . 

## Історія

### Сембаван у складі Королівськіх ВПС
До незалежності Сінгапуру від Сполученого Королівства це була Королівська військово-повітряна станція, а також була Королівською військово-морською авіаційною станцією для Повітряних сил флоту Великої Британії. 
Після захоплення Японією Сінгапуру під час Другої світової війни Авіація імперського флоту Японії захопила Сембаван та Селетар. Сінгапур був розбитий на сфери контролю північ-південь, Авіація імперського флоту Японії сили захопила також авіабазу Тенга. Лише у вересні 1945 року два аеродроми повернулися до британського контролю після японської капітуляції . 
Сембаван був ключовою частиною постійної військової присутності Великої Британії на Далекому Сході (разом з трьома іншими базами в Сінгапурі: Чангі, Селетар, Тенга) в критичний період війни в Малаї (1948-1960), Повстання Брунею в 1962 році та протистояння Індонезії - Малайзії (1962–1966). 

### Повітряна база Сембаван
Базу було перейменована у повітряну базу Сембаван (SBAB) у 1971 році, коли вона була передана командуванню протиповітряної оборони Сінгапуру (SADC). З 1971 по 1976 роки під егідою П'яти силових оборонних домовленостей (FPDA) у Сембавані розміщувалися британські, австралійські та новозеландські військові сили. 
У 1983 році авіабаза стала повноцінною повітряною базою для гвинтокрилів, коли перша вертолітна ескадра була перенесена з авіабази в Чангі. 

## Організація
Наразі на авіабазі Сембаван працює близько 100 вертольотів, майже всі працюють на озброєнні армії Сінгапуру та ВМС Республіки Сінгапур.    

## Зовнішні посилання
- Історія RAF
- Інформація про аеропорт WSAGз сайту World Aero Data. Дані поточні станом на жовтень 2006 року.
- Вебсторінка RSAF на авіабазі Sembawang (SBAB)
- Довідкова історія RNAS Sembawang
- Військово-морське історичне товариство Австралії
- http://www.royalnavyresearcharchive.org.uk/FAA-Bases/Sembawang.htm#.XDkb3GdLGzk Архів досліджень Королівського флоту]